# 阿斯科 (加利福尼亞州)
阿斯科（英語：Asco）是位於美國加利福尼亞州阿拉米達縣的一個非建制地區。該地的面積和人口皆未知。

## 地理
阿斯科的座標為37°40′59″N 121°52′22″W / 37.68306°N 121.87278°W，而該地的平均海拔高度為107米（即351英尺）。